# Polla acutaria
Polla acutaria är en fjärilsart som beskrevs av D. Jones 1921. Polla acutaria ingår i släktet Polla och familjen mätare. Inga underarter finns listade i Catalogue of Life.